# Ginza Six
Ginza Six (ギンザシックス, Ginza Shikkusu) est un gratte-ciel construit à Tokyo de 2014 à 2017 dans le quartier de Ginza, arrondissement de Chūō-ku, regroupant des commerces, des bureaux, et des restaurants.

## Description

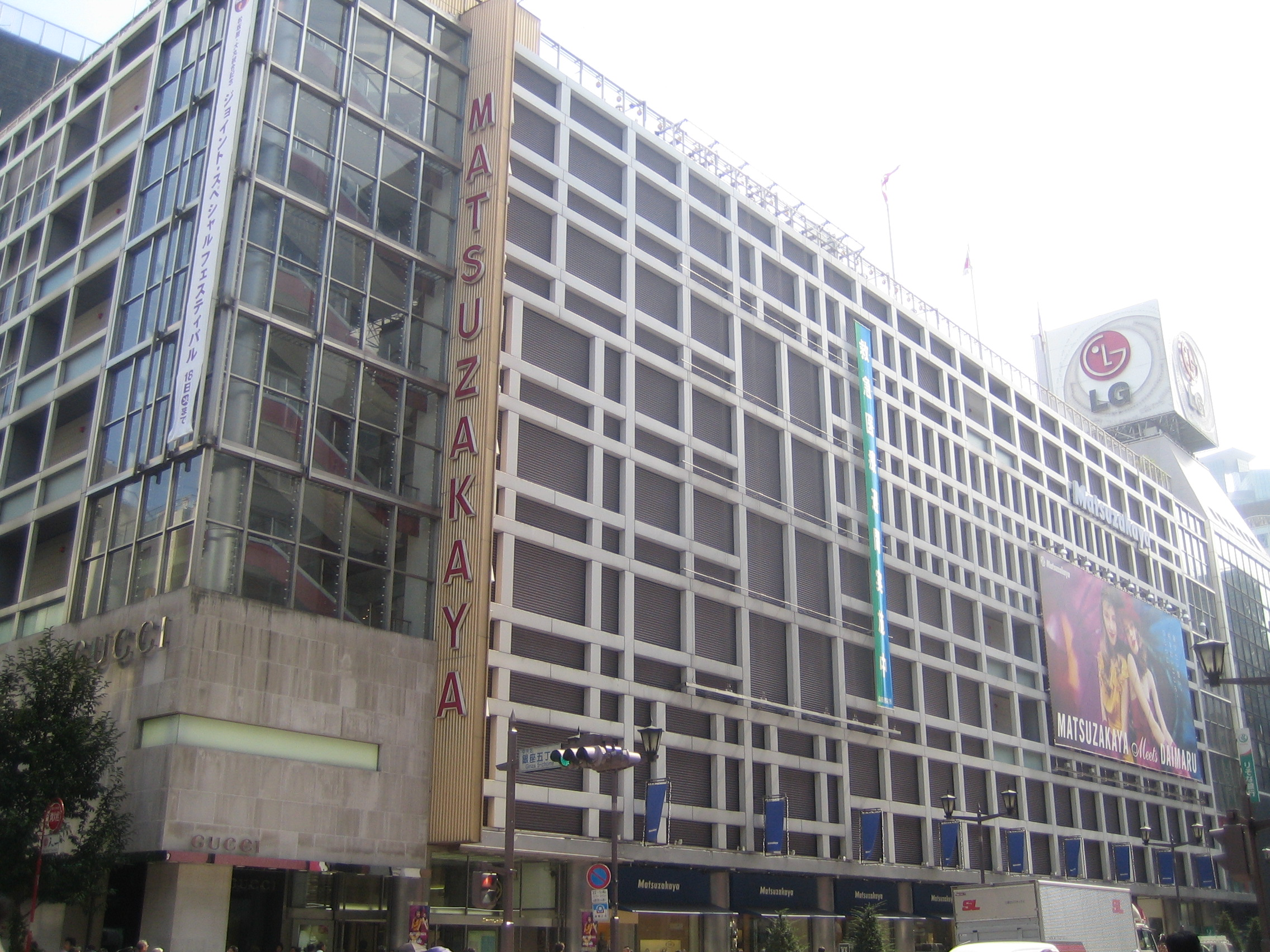
L'ancien grand magasin Matsuzakaya à Ginza

Ginsa Six mesure 56 mètres de hauteur et comprend 19 étages (13 au-dessus du sol, 6 en sous sol), pour une surface totale de 148 700 m2. La façade extérieure a été conçue par l'architecte Yoshio Taniguchi, l'intérieur a été dessiné par Gwenael Nicolas.
Il est inauguré le 17 avril 2017, en présence de Shinzō Abe, Premier ministre du Japon, Yuriko Koike, Gouverneure de Tokyo, et de Bernard Arnault, Président-directeur général de LVMH,.
Il se situe sur l'avenue Chūō-dōri, à l'emplacement de l'ancien grand magasin Matsuzakaya.
On[Qui ?] y trouve 241 boutiques : des magasins de marques de luxe (Dior, Yves Saint Laurent, Céline, Fendi, Moynat, Chanel), des magasins d'objets artisanaux japonais (laques, kimonos, ustensiles), des grands confiseurs japonais (Ishiya), ainsi qu'un espace de représentation de théâtre nô, et des bureaux pouvant accueillir 3 000 personnes,.
Ginza Six appartient à GINZA SIX Retail Management, co-entreprise fondée par Daimaru Matsuzakaya Department Stores (en), Mori Building (en), L Catterton Real Estate et Sumitomo Corporation.